# Palpibracus darwini
Palpibracus darwini är en tvåvingeart som beskrevs av Soares och Carvalho 2005. Palpibracus darwini ingår i släktet Palpibracus och familjen husflugor. Inga underarter finns listade i Catalogue of Life.